# Muixeranga d'Algemesí (colla muixeranguera)
|  | Per a altres significats, vegeu «Muixeranga d'Algemesí». |

La Muixeranga d'Algemesí, iniciada el 1973, representa la continuïtat d'una tradició muixeranguera, present a la localitat de la Ribera des de l'any 1733. Aquesta pràctica artística pren forma com a ball de les processons celebrades durant la Festa de la Mare de Déu de la Salut. L'agrupació ha experimentat un notable creixement des dels seus modestos inicis, amb tan sols una trentena de membres que actuaren en el seu debut fa més de quaranta anys, per passar a comptar amb més de 522 integrants des de l'any 2017. Aquesta col·lectivitat es troba sota la direcció del mestre Marcos Castell Colomer, succeint a anteriors dirigents com Tomàs Pla Romaguera (1973-2003), Juan Beltran Garcia (2003-2014) i José Donat Castell (2014-2017).
La denominació de "muixeranga" engloba tant les figures com les torres humanes valencianes construïdes, els grups de persones que les executen, la música que les acompanya i fins i tot, en alguns llocs, les pròpies festivitats. En el context d'Algemesí, aquesta expressió cultural es vincula estretament a la celebració de la Mare de Déu de la Salut, constituïnt una de les seves activitats preeminent.
En els seus inicis, la colla muixeranguera estava formada per tan sols trenta membres, la quantitat aparentment determinada per la disponibilitat d'uniformes, concretament vestits arlequinats de tela amb ratlles blaves i roges sobre fons blanc. La indumentària de l'agrupació consisteix en una brusa cenyida i recta, botonada per davant, pantalons llargs, barret orellut i espardenyes de sola prima. La tela emprada, anomenada vulgarment de matalàs, revela les consideracions pràctiques dels antics proveïdors del vestuari en l'origen d'aquesta vestimenta tradicional.